# Schlacht bei Soissons (718)
Die Schlacht bei Soissons im Jahr 718/19 war die letzte Kriegshandlung in einer langen Reihe der Merowingischen Brüderkriege.
Nach der Schlacht von Vincy im März 717 trafen bei Soissons im Frühjahr 718 oder am 14. Oktober 718/19 ein letztes Mal die Heere Neustriens und Austrasiens aufeinander. Formell stand der westliche Reichsteil unter der Herrschaft Chilperichs II. und der östliche unter der Chlotars IV., die wirkliche Macht lag aber bei den jeweiligen Hausmeiern Raganfrid und Karl Martell. Eudo von Aquitanien war zuvor noch ein Bündnis mit Chilperich und Raganfrid gegen Karl eingegangen, war aber vor dem heranrückenden Heer der Austrier geflohen.
Die Schlacht endete mit einem vollständigen Sieg der Austrier unter Karl Martell. Damit waren der Krieg und die Machtfrage im Merowingerreich endgültig zugunsten Karls entschieden. Raganfrid musste sich im Anschluss mit einem reduzierten Besitz begnügen. Nachdem Chlotar 719 verstorben war, erzwang Karl von Eudo die Auslieferung Chilperichs und des Königsschatzes, anschließend setzte er den nun machtlosen Merowinger als Marionette auf den Königsthron.